# Many Pieces
『Many Pieces』（メニー・ピーシーズ）は、日本の音楽グループEvery Little Thingの5thアルバム。
2003年3月19日にavex traxから発売された。

## 概要
- オリジナルアルバムとしては前作『4 FORCE』から約2年ぶりのリリース。
- 当初は2002年9月に発売予定だったが、発売日が延期された。
- 本作以降はシンセサイザー主体の曲だけではなく、バンドサウンドの楽曲も収録されるようになる。
- 初回盤はスペシャルブックレット仕様。
- パッケージの帯は水色、青、ピンク、黄色の全4色あるが、ブックレットの中身や収録内容は全て同一である。
- 20thシングルのカップリング曲「time trip 〜僕が僕であるために〜」、21stシングルのカップリング曲「デージー」、クワトロA面からなる22ndシングル収録の3曲目「ルーム」、 23rdシングルのカップリング曲「ゆらゆら」は収録されていない。

## 収録曲
- 全曲作詞：持田香織(インストを除く)

1. jump (jumping mix)
作曲：持田香織 / 編曲：村田昭
19thシングルのアレンジ。
持田がシングルで初めて作曲を手がけた曲。
カネボウ「プロスタイル」TV-CFイメージソング
2. flavor★
作曲：多胡邦夫 / 編曲：伊藤一朗・中尾昌文
3. stray cat
作曲：原一博 / 編曲：expo
NHK-BS2「真夜中の王国」オープニングテーマ
26thシングル『ソラアイ』のカップリングに「20031223 version」としてライブ音源が収録されている。
4. AMBIVALENCE
作曲：多胡邦夫 / 編曲：村田昭 & Every Little Thing
21stシングル『ささやかな祈り』のカップリング。
日本テレビ系「トヨタプリンセス2002」大会イメージソング
5. ささやかな祈り
作曲：多胡邦夫 / 編曲：expo & Every Little Thing
21stシングル。
テレビ朝日系「やじうまプラス」テーマソング
6. nostalgia
作曲：菊池一仁 / 編曲：tasuku & 伊藤一朗
22ndシングル『UNTITLED 4 ballads』収録曲。
フジテレビ系ドラマ「お義母さんといっしょ」主題歌
7. ･･･。
作曲：D･A･I / 編曲：伊藤一朗
インストゥルメンタル。持田のハミング音が収録されている。タイトルの読みは「てんてんてんまる」。
作曲を担当しているのは、同じ事務所の後輩ユニットDo As Infinityのサウンドプロデューサーの長尾大によるもの。
8. キヲク
作曲：菊池一仁 / 編曲：村田昭 & Every Little Thing
20thシングル。
TBS系カネボウ木曜劇場「しあわせのシッポ」主題歌
前曲と繋がるように加工されている。
9. TIE-DYE
作曲：多胡邦夫 / 編曲：伊藤一朗 & tasuku
10. Grip!
作曲：原一博 / 編曲：HΛL
23rdシングル。
よみうりテレビ・日本テレビ系列アニメ「犬夜叉」オープニングテーマ
11. self reliance
作曲：多胡邦夫 / 編曲：伊藤一朗 & tasuku
フジテレビ系「ベルリンマラソン2002」イメージソング
12. UNSPEAKABLE
作曲：菊池一仁 / 編曲：大谷靖夫、伊藤一朗、中尾昌文
キヤノン「ピクサス」CMソング
TBS系「恋愛Master 7メモリーズ」テーマソング
22ndシングル『UNTITLED 4 ballads』収録曲。
13. 愛の謳
作曲：多胡邦夫 / 編曲：村田昭
22ndシングル『UNTITLED 4 ballads』収録曲。
映画「犬夜叉 鏡の中の夢幻城」挿入歌

Secret Track
1. Free Walkin'
作曲：HIKARI / 編曲：Every Little Thing
シークレットトラック。音楽配信サイト・サブスクリプションではカットされている。
歌詞はこのアルバムには掲載されていないが、『every little thing :2003 tour MANY PIECES』以降のライブDVDには掲載されている。
ライブ定番曲の1つであり、この曲の間奏でバンドメンバーを紹介するのが恒例となっている。

## その他の収録アルバム (シングル曲除く)
- self reliance
  - 『Every Cheering Songs』

## 参加ミュージシャン
Every Little Thing
- 持田香織：Vocal, Chorus
- 伊藤一朗：Acoustic Guitar, Electric Guitar

Support Musician
- 村田昭：Keyboards, Programming (#1・#4・#8・#13), Piano (#13), Hammond Organ (#1・#8・#13)
- 十川知司：Keyboards, Programming (#3・#5)
- 中尾昌文：Keyboards, Programming (#2・#12)
- tasuku：Keyboards, Programming (#6・#9・#11)
- HAL：Keyboards, Programming (#10)
- 美久月千晴：Bass (#1・#4・#8・#13)
- イワイエイキチ：Bass (#3・#5)
- 河野道夫：Drums (#1・#8・#13)
- Britain：Drums (#5)
- 山中雅文：Synthesizer (#3・#5)
- 弦一徹グループ：Strings (#4)
- 村山ストリングス：Strings (#6)